# ماريون سانت جون وب
ماريون سانت جون وب (بالإنجليزية: Marion St John Webb)‏ (5 ديسمبر 1888 - 2 مايو 1930)؛ كاتِبة وشاعرة بريطانية.